# Thomas Paul Gehrig
Thomas Paul Gehrig (* 1960 in Philadelphia, Pennsylvania, USA) ist ein deutsch-amerikanischer Wirtschaftswissenschaftler. Schwerpunkte seiner Forschung liegen im Bereich der Finanzintermediäre sowie der Marktmikrostruktur.

## Leben und Wirken
Nach dem Studium der Volkswirtschaftslehre und der Mathematik an den Universitäten Frankfurt a. M., Bonn und Berkeley, promovierte Gehrig 1990 unter der Betreuung von John Sutton und Margaret Bray an der London School of Economics and Political Sciences mit einer Arbeit über „Gametheoretic Models of Price Determination and Financial Intermediation“. Von 1987 bis 1989 war er Research Assistant und Gründungsmitglied der von Charles Goodhart und Mervyn King gegründeten Financial Markets Group.
Nach Assistenzprofessuren an der Universität Basel und der Northwestern University und nach seiner Habilitation an der Universität Basel 1995 übernahm Gehrig 1997 den Lehrstuhl für Wirtschaftstheorie und die Leitung des Instituts zu Erforschung der Wirtschaftlichen Entwicklung an der Albert-Ludwigs-Universität Freiburg. 2010 wurde er auf den Lehrstuhl für Finance an die Universität Wien berufen.
Die Hanken School of Economics in Helsinki verlieh ihm den Grad eines Doctors honoris causa und das Centre for Responsible Banking & Finance der University of St Andrews nahm ihn auf als Ehrenmitglied (Honorary Research Fellow).
Gastprofessuren und Lehraufträge führten ihn u. a. an das ECARES in Brüssel, CEMFI in Madrid, Institut d'Analisi Economica CSIS an der Universita Autonoma in Barcelona, CentER in Tilburg, die Rice University, das Helsinki Center for Economic Research, die Federal Reserve Bank of Minneapolis, die University of Pennsylvania, Collegio Carlo Alberto in Torino und SOAS in London.
Gehrig ist seit 1992 Mitglied resp. seit 1997 Fellow des Centers for Economic Policy Research (CEPR), London, in den Bereichen Industrieökonomie und Finance. Er ist weiterhin Mitglied des European Corporate Governance Institute (ECGI) in Brüssel, des Systemic Risk Centers (SRC) an der LSE sowie Principal Investigator der Vienna Graduate School of Finance (VGSF), einer der ersten strukturierten Doktoratsschulen in den Sozialwissenschaften in Österreich.

## Publikationen  (Auswahl)
- „An Information Based Explanation of the Domestic Bias in International Equity Investment“, The Scandinavian Journal of Economics, 1/1993, 97-109.
- „Intermediation in Search Markets“, Journal of Economics and Management Strategy, Vol.2(1), 1993, p.97-120.
- „Competing Markets“, European Economic Review, 1998, Vol. 42(2), 277-310.
- „Project Evaluation and Organizational Form“ (with Pierre Regibeau and Kate Rockett), Review of Economic Design 5, 2000, 387-407.
- “Information Sharing and Lending Market Competition with Switching Costs and Poaching” (with Rune Stenbacka), European Economic Review 51, 2007, 77-99.
- “Stock Price Informativeness, Cross-Listings, and Investment Decisions” (with Thierry Foucault), Journal of Financial Economics 88, 2008, 146-168.
- “Entry in Markets with History-Based Pricing and Switching Costs: A Welfare Analysis” (with Oz Shy and Rune Stenbacka), European Economic Review 55(5), 2011, 732-739.
- “Accounting to Acceptability: With Applications to the pricing of ones own risk” (with Ernst Eberlein and Dilip B. Madan), Journal of Risk, 15:1, 2012, 91-120.
- “Changing Risk Perception and the Time-Varying Price of Risk” (with Roland Füss and Philipp Rindler), Review of Finance 20(4), 2016, 1549-1585.
- “Did the Basel Process of Capital Regulation Enhance the Resiliency of European Banks?” (with Maria Chiara Iannino), Journal of Financial Stability 55, 2021, 100904.
- “Intermediation and Price Volatility” (with Klaus Ritzberger), Journal of Economic Theory 201 (April), 2022, 105442.
- “Non-Standard Errors” (with Albert Menkveld et al.), Journal of Finance 79(3), 2024, 2339-2390.
- “Scope and Limits of Bank Liquidity Provision” (with Diemo Dietrich), Journal of Financial Intermediation 61, 2025, 101123.